# Kennebec River
Der Kennebec River ist ein Fluss im US-Bundesstaat Maine.

## Flusslauf
Er hat seinen Ursprung im Moosehead Lake. Er fließt über seine gesamte Strecke in überwiegend südlicher Richtung. Dabei durchfließt er anfangs den Stausee Indian Pond, nimmt später den Dead River von rechts auf und mündet in einen weiteren langgestreckten Stausee, den Wyman Lake. Er passiert die Orte Bingham und Solon und nimmt östlich von North Anson den Carrabassett River rechtsseitig auf. Weiter flussabwärts liegen die Orte Anson und Madison gegenüber am Flussufer. Später trifft der Sandy River von rechts auf den Kennebec River. Bei Norridgewock wendet er sich kurz nach Nordosten, um bei Skowhegan wieder nach Süden zu drehen. Weiter stromabwärts liegen die Kleinstädte Fairfield, Waterville und Winslow am Flusslauf. Der Sebasticook River mündet von links in den Fluss. Etwa 30 km weiter südlich durchfließt der Kennebec River Augusta, die Hauptstadt von Maine. Der Kennebec River fließt weiter nach Süden, an Gardiner vorbei und erreicht schließlich die Merrymeeting Bay, welche das Ästuar des Flusses bildet. Der Androscoggin River mündet in das südliche Ufer der Merrymeeting Bay. Nach etwa 350 Kilometern mündet der Kennebec River in den Atlantischen Ozean. Das Einzugsgebiet oberhalb der Merrymeeting Bay umfasst 15.200 km².
Als Quellfluss des Kennebec River gilt der Moose River. Dieser stellt den wichtigsten Zufluss des Moosehead Lake dar.

## Fauna
Das Flusssystem des Kennebec River war ein wichtiges Laichgebiet für verschiedene Wanderfische wie den Heringsarten Alosa sapidissima und Alosa pseudoharengus, der Wolfsbarschart Morone saxatilis, dem Atlantischen Lachs, Arktischen Stint sowie den Stör-Arten Kurznasen-Stör und Atlantischer Stör. Durch Abriss mehrerer Staudämme, der Einrichtung von Fischleitern und dem Aussetzen von Fischlaich sollen diese Fischarten wieder angesiedelt werden.

## Wasserkraftanlagen
Am Flusslauf des Kennebec River befinden sich mehrere Wasserkraftwerke.
Die Wasserkraftanlagen in Abstromrichtung:
| Name           | Leistung in MW | Anzahl Turbinen | Lage | Betreiber            |
| -------------- | -------------- | --------------- | ---- | -------------------- |
| Harris         | 86             | 4               | (⊙)  | Brookfield Renewable |
| Wyman          | 83             | 3               | (⊙)  | Brookfield Renewable |
| Williams       | 13             | 2               | (⊙)  | Brookfield Renewable |
| Anson          | 9              |                 | (⊙)  | Madison Paper        |
| Abenaki        | 17             |                 | (⊙)  | Madison Paper        |
| Weston         | 13             | 4               | (⊙)  | Brookfield Renewable |
| Shawmut        | 10             | 8               | (⊙)  | Brookfield Renewable |
| Hydro Kennebec | 15,4           | 2               | (⊙)  | Brookfield Renewable |
| Lockwood       | 7,2            | 7               | (⊙)  | Brookfield Renewable |

Die Wasserkraftwerke Harris und Wyman befinden sich unterhalb vom Indian Pond bzw. Wyman Lake.

## Geschichte
Samuel de Champlain war der erste Europäer, der während seiner Expedition von 1605 bis 1606 den Kennebec River entdeckte. Um 1900 war er bis zu den Farmingtonfällen, 120 Kilometer aufwärts, schiffbar. Während der Amerikanischen Revolution war der Kennebec Schauplatz einer Verschiffung von 1.100 amerikanischen Soldaten Richtung Québec unter Oberst Benedict Arnold. Dann wurde er für die Energie-Erzeugung genutzt. 1999 wurde der Edwards-Damm abgebaut, was Auswirkungen auf das ganze Wassersystem hatte.

## Namensherkunft
Der Name „Kennebec“ (/kínipekʷ/) stammt aus dem östlichen Dialekt der Abenaki-Sprache und bedeutet „großer Wasserbereich“ oder „große Bucht“.